# Nabil Dirar
Nabil Dirar (Casablanca, 25 de fevereiro de 1986) é um futebolista marroquino que atua como ponta-direita. Atualmente joga pelo FK Gostivar.

## Carreira
Representou a Seleção Marroquina no Campeonato Africano das Nações de 2017.

## Títulos
Monaco
- Ligue 1: 2016–17